# Дяченко Олександр Миколайович (диригент)
Олекса́ндр Микола́йович Дяче́нко (*15 вересня 1962 року) — український диригент, художній керівник академічного симфонічного оркестру Черкаської обласної філармонії, Заслужений діяч мистецтв України (2002), почесний громадянин Черкащини (2021).

## Життєпис
Олександр Дяченко народився 15 вересня 1962 року у місті Слов'янськ Донецької області. Першу музичну освіту здобув у місцевому клубі, де вивчав баян та елементарну теорію музики. Паралельно проходив навчання у місцевій дитячій мущичній школі за класом баяна.
1977 року Олександр вступив до Артемівського музичного училища на відділ народних інструментів за класом баяна. Його викладачем був А. І. Пільгун. Саме тут він вперше диригував оркестром народних інструментів, що стало його прохідною спеціальністю з припискою у дипломі «керівник самодіяльного оркестру народних інструментів».
Після закінчення училища 1981 року вступив до Донецького державного музично-педагогічного інституту на факультет народних інструментів за класом баяна та класом диригування. Першим керував Протопопов Віктор Миколайович, другим — Ферульов Сергій Володимирович.
По закінченню інституту 1986 року Олександр Дяченко отримав направлення до Черкаської обласної філармонії, де очолив Черкаський народний хор. У період 1990—1994 років проходив навчання як диригент в Київській державній консерваторії імені Петра Чайковського за класом оперно-симфонічного диригування.
На початку 1992 року Олександр Миколайович очолив оркестрову групу аматорського хорового колективу при Черкаському науково-виробничому об'єднанні «Ротор». Згодом, обєднавши найкращих музикантів міста Черкаси, очолив сформований камерний оркестр, перший концерт якого відбувся у березня 1992 року. За рік Дяченко стає художнім керівником та головним диригентом камерного оркестру вже при управлінні культури Черкаської обласної державної адміністрації, який з 2001 року працює при Черкаській обласній філармонії.
2012 року оркестр отримав статус симфонічного, а 2017 року, з нагоди святкування свого 25-річчя, отримав статус академічного. Сам же Дяченко був нагороджений грамотою Верховної Ради України та нагрудним знаком. З 2019 року Олександр Дяченко є членом журі конкурсу «Симфонічна майстерня» міжнародного фестивалю «Музичні імпрези України».